# (24325) Kaleighanne
(24325) Kaleighanne est un astéroïde de la ceinture principale d'astéroïdes.

## Description
(24325) Kaleighanne est un astéroïde de la ceinture principale d'astéroïdes. Il fut découvert le 4 janvier 2000 à Socorro (Nouveau-Mexique) par le projet LINEAR. Il présente une orbite caractérisée par un demi-grand axe de 2,40 UA, une excentricité de 0,09 et une inclinaison de 5,8° par rapport à l'écliptique.

## Compléments